# Liste des planètes mineures non numérotées découvertes en juillet 2018
Pour un article plus général, voir Liste des planètes mineures non numérotées découvertes en 2018.
Pour un article plus général, voir Liste des planètes mineures.
Cet article dresse la liste des planètes mineures (astéroïdes, centaures, objets transneptuniens et assimilés) non numérotées découvertes en juillet 2018 dans l'ordre de leur découverte.
Au 15 janvier 2025, 661 077 des 1 434 993 planètes mineures répertoriées par le Centre des planètes mineures ne sont pas encore numérotées, soit 46,07 %.

## Rappel concernant la désignation provisoire
La désignation provisoire indique l'ordre de découverte de ces objets. En effet, cette désignation est composée de l'année de découverte (par exemple 2018) suivie de la quinzaine (demi-mois) de découverte (p.e. A = 1-15 janvier) puis de l'ordre de découverte dans cette quinzaine. Cet ordre est indiqué par une lettre et éventuellement un chiffre comme suit : A pour la première découverte, B pour la deuxième, ..., Z pour la 25e (le I n'est pas utilisé pour éviter la confusion avec 1), A1 pour la 26e, B1 pour la 27e, etc. , Z1 pour la 50e, A2 pour la 51e, B2 pour la 52e, etc. L'ordre de la numérotation ne suit donc pas l'ordre alphanumérique. 2018 AA1 suit ainsi 2018 AZ et précède 2018 AB1.

## Liste

### Du1erau 15 juillet 2018
- 2018 NA
- 2018 NB
- 2018 NC
- 2018 ND
- 2018 NE
- 2018 NF
- 2018 NG
- 2018 NH
- 2018 NJ
- 2018 NK
- 2018 NL
- 2018 NM
- 2018 NN
- 2018 NQ
- 2018 NR
- 2018 NS
- 2018 NU
- 2018 NV
- 2018 NW
- 2018 NX
- 2018 NY
- 2018 NA1
- 2018 ND1
- 2018 NE1
- 2018 NF1
- 2018 NG1
- 2018 NH1
- 2018 NJ1
- 2018 NK1
- 2018 NL1
- 2018 NM1
- 2018 NN1
- 2018 NO1
- 2018 NQ1
- 2018 NR1
- 2018 NS1
- 2018 NT1
- 2018 NU1
- 2018 NV1
- 2018 NW1
- 2018 NX1
- 2018 NY1
- 2018 NZ1
- 2018 NB2
- 2018 NC2
- 2018 ND2
- 2018 NE2
- 2018 NF2
- 2018 NG2
- 2018 NH2
- 2018 NJ2
- 2018 NK2
- 2018 NP2
- 2018 NR2
- 2018 NS2
- 2018 NT2
- 2018 NU2
- 2018 NV2
- 2018 NW2
- 2018 NX2
- 2018 NA3
- 2018 NB3
- 2018 NC3
- 2018 NE3
- 2018 NJ3
- 2018 NL3
- 2018 NM3
- 2018 NN3
- 2018 NO3
- 2018 NP3
- 2018 NQ3
- 2018 NR3
- 2018 NS3
- 2018 NT3
- 2018 NU3
- 2018 NV3
- 2018 NW3
- 2018 NX3
- 2018 NA4
- 2018 NB4
- 2018 NC4
- 2018 ND4
- 2018 NE4
- 2018 NF4
- 2018 NG4
- 2018 NH4
- 2018 NJ4
- 2018 NK4
- 2018 NL4
- 2018 NM4
- 2018 NN4
- 2018 NO4
- 2018 NQ4
- 2018 NR4
- 2018 NT4
- 2018 NU4
- 2018 ND5
- 2018 NE5
- 2018 NH5
- 2018 NN5
- 2018 NR5
- 2018 NU5
- 2018 NC6
- 2018 NH6
- 2018 NK6
- 2018 NN6
- 2018 NQ6
- 2018 NR6
- 2018 NU6
- 2018 NV6
- 2018 NY6
- 2018 NZ6
- 2018 NA7
- 2018 NB7
- 2018 NE7
- 2018 NG7
- 2018 NH7
- 2018 NJ7
- 2018 NL7
- 2018 NN7
- 2018 NQ7
- 2018 NS7
- 2018 NY7
- 2018 NZ7
- 2018 ND8
- 2018 NQ8
- 2018 NU8
- 2018 NV8
- 2018 NW8
- 2018 NZ8
- 2018 NA9
- 2018 NB9
- 2018 NC9
- 2018 ND9
- 2018 NE9
- 2018 NF9
- 2018 NJ9
- 2018 NL9
- 2018 NM9
- 2018 NN9
- 2018 NP9
- 2018 NT9
- 2018 NU9
- 2018 NY9
- 2018 NZ9
- 2018 NA10
- 2018 NB10
- 2018 NC10
- 2018 ND10
- 2018 NG10
- 2018 NH10
- 2018 NN10
- 2018 NQ10
- 2018 NR10
- 2018 NS10
- 2018 NU10
- 2018 NV10
- 2018 NX10
- 2018 NY10
- 2018 NB11
- 2018 NF11
- 2018 NG11
- 2018 NK11
- 2018 NL11
- 2018 NN11
- 2018 NQ11
- 2018 NR11
- 2018 NU11
- 2018 NW11
- 2018 NZ11
- 2018 NG12
- 2018 NH12
- 2018 NM12
- 2018 NS12
- 2018 NT12
- 2018 NZ12
- 2018 NC13
- 2018 ND13
- 2018 NF13
- 2018 NJ13
- 2018 NK13
- 2018 NL13
- 2018 NN13
- 2018 NZ13
- 2018 ND14
- 2018 NF14
- 2018 NH14
- 2018 NL14
- 2018 NO14
- 2018 NR14
- 2018 NU14
- 2018 NY14
- 2018 NZ14
- 2018 NA15
- 2018 NC15
- 2018 ND15
- 2018 NF15
- 2018 NG15
- 2018 NL15
- 2018 NP15
- 2018 NQ15
- 2018 NT15
- 2018 NX15
- 2018 NY15
- 2018 NZ15
- 2018 NA16
- 2018 NB16
- 2018 NC16
- 2018 ND16
- 2018 NE16
- 2018 NF16
- 2018 NG16
- 2018 NH16
- 2018 NJ16
- 2018 NK16
- 2018 NM16
- 2018 NN16
- 2018 NO16
- 2018 NP16
- 2018 NQ16
- 2018 NR16
- 2018 NS16
- 2018 NT16
- 2018 NU16
- 2018 NV16
- 2018 NW16
- 2018 NX16
- 2018 NY16
- 2018 NB17
- 2018 NC17
- 2018 ND17
- 2018 NE17
- 2018 NF17
- 2018 NG17
- 2018 NH17
- 2018 NJ17
- 2018 NK17
- 2018 NL17
- 2018 NM17
- 2018 NN17
- 2018 NP17
- 2018 NQ17
- 2018 NR17
- 2018 NS17
- 2018 NT17
- 2018 NU17
- 2018 NV17
- 2018 NW17
- 2018 NX17
- 2018 NY17
- 2018 NA18
- 2018 NB18
- 2018 NC18
- 2018 ND18
- 2018 NF18
- 2018 NG18
- 2018 NH18
- 2018 NK18
- 2018 NL18
- 2018 NM18
- 2018 NO18
- 2018 NP18
- 2018 NQ18
- 2018 NR18
- 2018 NS18
- 2018 NT18
- 2018 NU18
- 2018 NV18
- 2018 NW18
- 2018 NX18
- 2018 NY18
- 2018 NZ18
- 2018 NA19
- 2018 NB19
- 2018 NC19
- 2018 ND19
- 2018 NE19
- 2018 NF19
- 2018 NG19
- 2018 NH19
- 2018 NJ19
- 2018 NL19
- 2018 NM19
- 2018 NO19
- 2018 NP19
- 2018 NQ19
- 2018 NR19
- 2018 NS19
- 2018 NT19
- 2018 NU19
- 2018 NV19
- 2018 NW19
- 2018 NY19
- 2018 NZ19
- 2018 NA20
- 2018 NB20
- 2018 NC20
- 2018 ND20
- 2018 NF20
- 2018 NG20
- 2018 NH20
- 2018 NJ20
- 2018 NL20
- 2018 NM20
- 2018 NN20
- 2018 NO20
- 2018 NP20
- 2018 NQ20
- 2018 NR20
- 2018 NS20
- 2018 NT20
- 2018 NU20
- 2018 NW20
- 2018 NX20
- 2018 NZ20
- 2018 NA21
- 2018 NB21
- 2018 NC21
- 2018 ND21
- 2018 NE21
- 2018 NF21
- 2018 NG21
- 2018 NH21
- 2018 NJ21
- 2018 NK21
- 2018 NL21
- 2018 NM21
- 2018 NN21
- 2018 NO21
- 2018 NP21
- 2018 NQ21
- 2018 NR21
- 2018 NS21
- 2018 NW21
- 2018 ND22
- 2018 NG22
- 2018 NH22
- 2018 NJ22
- 2018 NK22
- 2018 NM22
- 2018 NN22
- 2018 NO22
- 2018 NR22
- 2018 NS22
- 2018 NT22
- 2018 NB23
- 2018 NE23
- 2018 NG23
- 2018 NL23
- 2018 NM23
- 2018 NN23
- 2018 NO23
- 2018 NQ23
- 2018 NR23
- 2018 NS23
- 2018 NW23
- 2018 NY23
- 2018 NZ23
- 2018 NA24
- 2018 NB24
- 2018 NC24
- 2018 ND24
- 2018 NE24
- 2018 NF24
- 2018 NG24
- 2018 NH24
- 2018 NJ24
- 2018 NK24
- 2018 NL24
- 2018 NM24
- 2018 NN24
- 2018 NS24
- 2018 NU24
- 2018 NV24
- 2018 NX24
- 2018 NY24
- 2018 NZ24
- 2018 NA25
- 2018 NB25
- 2018 NC25
- 2018 ND25
- 2018 NE25
- 2018 NG25
- 2018 NH25
- 2018 NJ25
- 2018 NK25
- 2018 NL25
- 2018 NM25
- 2018 NN25
- 2018 NO25
- 2018 NP25
- 2018 NQ25
- 2018 NR25
- 2018 NS25
- 2018 NT25
- 2018 NU25
- 2018 NV25
- 2018 NY25
- 2018 NZ25
- 2018 NA26
- 2018 NB26
- 2018 NC26
- 2018 ND26
- 2018 NE26
- 2018 NF26
- 2018 NH26
- 2018 NK26
- 2018 NL26
- 2018 NM26
- 2018 NN26
- 2018 NO26
- 2018 NP26
- 2018 NQ26
- 2018 NT26
- 2018 NU26
- 2018 NV26
- 2018 NC27
- 2018 ND27
- 2018 NE27
- 2018 NF27
- 2018 NG27
- 2018 NH27
- 2018 NJ27
- 2018 NK27
- 2018 NL27
- 2018 NM27
- 2018 NN27
- 2018 NO27
- 2018 NP27
- 2018 NQ27
- 2018 NR27
- 2018 NS27
- 2018 NU27
- 2018 NW27
- 2018 NX27
- 2018 NA28
- 2018 ND28
- 2018 NE28
- 2018 NF28
- 2018 NG28
- 2018 NH28
- 2018 NJ28
- 2018 NK28
- 2018 NL28
- 2018 NM28
- 2018 NN28
- 2018 NR28
- 2018 NT28
- 2018 NV28
- 2018 NW28
- 2018 NY28
- 2018 NZ28
- 2018 NA29
- 2018 NB29
- 2018 NC29
- 2018 ND29
- 2018 NG29
- 2018 NH29
- 2018 NJ29
- 2018 NL29
- 2018 NM29
- 2018 NN29
- 2018 NS29
- 2018 NU29
- 2018 NV29
- 2018 NY29
- 2018 NZ29
- 2018 NB30
- 2018 NC30
- 2018 NJ30
- 2018 NL30
- 2018 NN30
- 2018 NP30
- 2018 NQ30
- 2018 NR30
- 2018 NS30
- 2018 NU30
- 2018 NV30
- 2018 NW30
- 2018 NX30
- 2018 NY30
- 2018 NZ30
- 2018 NA31
- 2018 NB31
- 2018 NC31
- 2018 ND31
- 2018 NE31
- 2018 NF31
- 2018 NG31
- 2018 NH31
- 2018 NJ31
- 2018 NK31
- 2018 NL31
- 2018 NM31
- 2018 NN31
- 2018 NO31
- 2018 NP31
- 2018 NQ31
- 2018 NR31
- 2018 NS31
- 2018 NT31
- 2018 NU31
- 2018 NV31
- 2018 NW31
- 2018 NX31
- 2018 NY31
- 2018 NZ31
- 2018 NA32
- 2018 NB32
- 2018 NC32
- 2018 ND32
- 2018 NE32
- 2018 NF32
- 2018 NG32
- 2018 NH32
- 2018 NJ32
- 2018 NK32
- 2018 NL32
- 2018 NM32
- 2018 NN32
- 2018 NO32
- 2018 NP32
- 2018 NQ32
- 2018 NR32
- 2018 NT32
- 2018 NU32
- 2018 NV32
- 2018 NW32
- 2018 NX32
- 2018 NY32
- 2018 NZ32
- 2018 NA33
- 2018 NB33
- 2018 ND33
- 2018 NE33
- 2018 NF33
- 2018 NG33
- 2018 NH33
- 2018 NJ33
- 2018 NK33
- 2018 NL33
- 2018 NM33
- 2018 NO33
- 2018 NP33
- 2018 NQ33
- 2018 NT33
- 2018 NU33
- 2018 NV33
- 2018 NW33
- 2018 NX33
- 2018 NY33
- 2018 NZ33
- 2018 NA34
- 2018 NB34
- 2018 NC34
- 2018 ND34
- 2018 NE34
- 2018 NF34
- 2018 NG34
- 2018 NH34
- 2018 NJ34
- 2018 NK34
- 2018 NM34
- 2018 NO34
- 2018 NP34
- 2018 NR34
- 2018 NS34
- 2018 NT34
- 2018 NU34
- 2018 NV34
- 2018 NW34
- 2018 NX34
- 2018 NY34
- 2018 NZ34
- 2018 NB35
- 2018 NC35
- 2018 ND35
- 2018 NG35
- 2018 NJ35
- 2018 NK35
- 2018 NL35
- 2018 NO35
- 2018 NP35
- 2018 NQ35
- 2018 NU35
- 2018 NV35
- 2018 NW35
- 2018 NY35
- 2018 NC36
- 2018 ND36
- 2018 NE36
- 2018 NF36
- 2018 NG36
- 2018 NH36
- 2018 NK36
- 2018 NL36
- 2018 NM36
- 2018 NN36
- 2018 NO36
- 2018 NP36
- 2018 NR36
- 2018 NS36
- 2018 NT36
- 2018 NU36
- 2018 NV36
- 2018 NW36
- 2018 NX36
- 2018 NZ36
- 2018 NB37
- 2018 NC37
- 2018 ND37
- 2018 NF37
- 2018 NG37
- 2018 NH37
- 2018 NJ37
- 2018 NK37
- 2018 NL37
- 2018 NM37
- 2018 NN37
- 2018 NO37
- 2018 NP37
- 2018 NQ37
- 2018 NR37
- 2018 NS37
- 2018 NT37
- 2018 NV37
- 2018 NW37
- 2018 NX37
- 2018 NY37
- 2018 NZ37
- 2018 NC38
- 2018 ND38
- 2018 NE38
- 2018 NF38
- 2018 NG38
- 2018 NH38
- 2018 NJ38
- 2018 NK38
- 2018 NL38
- 2018 NN38
- 2018 NO38
- 2018 NQ38
- 2018 NT38
- 2018 NV38
- 2018 NW38
- 2018 NX38
- 2018 NY38
- 2018 NF39
- 2018 NG39
- 2018 NM39
- 2018 NP39
- 2018 NQ39
- 2018 NR39
- 2018 NS39
- 2018 NT39
- 2018 NU39
- 2018 NV39
- 2018 NW39
- 2018 NX39
- 2018 NY39
- 2018 NZ39
- 2018 NA40
- 2018 NB40
- 2018 NC40
- 2018 ND40
- 2018 NF40
- 2018 NG40
- 2018 NJ40
- 2018 NK40
- 2018 NL40
- 2018 NM40
- 2018 NN40
- 2018 NO40
- 2018 NP40
- 2018 NQ40
- 2018 NR40
- 2018 NS40
- 2018 NT40
- 2018 NU40
- 2018 NV40
- 2018 NW40
- 2018 NX40
- 2018 NY40
- 2018 NZ40
- 2018 NA41
- 2018 NB41
- 2018 NC41
- 2018 ND41
- 2018 NE41
- 2018 NF41
- 2018 NG41
- 2018 NH41
- 2018 NJ41
- 2018 NK41
- 2018 NL41
- 2018 NM41
- 2018 NN41
- 2018 NO41
- 2018 NP41
- 2018 NQ41
- 2018 NT41
- 2018 NU41
- 2018 NV41
- 2018 NW41
- 2018 NX41
- 2018 NY41
- 2018 NZ41
- 2018 NC42
- 2018 NE42
- 2018 NF42
- 2018 NG42
- 2018 NJ42
- 2018 NL42
- 2018 NM42
- 2018 NN42
- 2018 NR42
- 2018 NS42
- 2018 NT42
- 2018 NU42
- 2018 NV42
- 2018 NW42
- 2018 NX42
- 2018 NY42
- 2018 NZ42
- 2018 NB43
- 2018 ND43
- 2018 NE43
- 2018 NF43
- 2018 NG43
- 2018 NH43
- 2018 NJ43
- 2018 NK43
- 2018 NL43
- 2018 NO43
- 2018 NP43
- 2018 NR43
- 2018 NT43
- 2018 NV43
- 2018 NX43
- 2018 NY43
- 2018 NZ43
- 2018 NA44
- 2018 NB44
- 2018 NC44
- 2018 ND44
- 2018 NF44
- 2018 NG44
- 2018 NH44
- 2018 NJ44
- 2018 NK44
- 2018 NL44
- 2018 NM44
- 2018 NN44
- 2018 NO44
- 2018 NP44
- 2018 NQ44
- 2018 NR44
- 2018 NS44
- 2018 NT44
- 2018 NW44
- 2018 NX44
- 2018 NY44
- 2018 NZ44
- 2018 NA45
- 2018 ND45
- 2018 NE45
- 2018 NF45
- 2018 NH45
- 2018 NJ45
- 2018 NK45
- 2018 NM45
- 2018 NN45
- 2018 NO45
- 2018 NQ45
- 2018 NR45
- 2018 NT45
- 2018 NW45
- 2018 NY45
- 2018 NZ45
- 2018 NA46
- 2018 NB46
- 2018 NC46
- 2018 ND46
- 2018 NE46
- 2018 NF46
- 2018 NG46
- 2018 NH46
- 2018 NJ46
- 2018 NL46
- 2018 NM46
- 2018 NN46
- 2018 NO46
- 2018 NP46
- 2018 NQ46
- 2018 NR46
- 2018 NS46
- 2018 NT46
- 2018 NU46
- 2018 NV46
- 2018 NX46
- 2018 NY46
- 2018 NZ46
- 2018 NA47
- 2018 NB47
- 2018 NC47
- 2018 ND47
- 2018 NE47
- 2018 NF47
- 2018 NG47
- 2018 NH47
- 2018 NJ47
- 2018 NK47
- 2018 NL47
- 2018 NM47
- 2018 NN47
- 2018 NO47
- 2018 NP47
- 2018 NQ47
- 2018 NR47
- 2018 NS47
- 2018 NT47
- 2018 NV47
- 2018 NW47
- 2018 NX47
- 2018 NY47
- 2018 NZ47
- 2018 NA48
- 2018 NC48
- 2018 ND48
- 2018 NE48
- 2018 NF48
- 2018 NG48
- 2018 NH48
- 2018 NJ48
- 2018 NK48
- 2018 NL48
- 2018 NM48
- 2018 NN48
- 2018 NO48
- 2018 NP48
- 2018 NQ48
- 2018 NR48
- 2018 NS48
- 2018 NT48
- 2018 NU48
- 2018 NV48
- 2018 NW48
- 2018 NX48
- 2018 NZ48
- 2018 NA49
- 2018 NB49
- 2018 NC49
- 2018 ND49
- 2018 NE49
- 2018 NG49
- 2018 NH49
- 2018 NK49
- 2018 NL49
- 2018 NM49
- 2018 NN49
- 2018 NO49
- 2018 NP49
- 2018 NQ49
- 2018 NR49
- 2018 NT49
- 2018 NU49
- 2018 NV49
- 2018 NW49
- 2018 NY49
- 2018 NZ49
- 2018 NA50
- 2018 NB50
- 2018 NC50
- 2018 ND50
- 2018 NE50
- 2018 NF50
- 2018 NG50
- 2018 NH50
- 2018 NJ50
- 2018 NK50
- 2018 NL50
- 2018 NM50
- 2018 NO50
- 2018 NP50
- 2018 NQ50
- 2018 NR50
- 2018 NS50
- 2018 NT50
- 2018 NU50
- 2018 NV50
- 2018 NW50
- 2018 NX50
- 2018 NY50
- 2018 NZ50
- 2018 NA51
- 2018 NB51
- 2018 NC51
- 2018 ND51
- 2018 NE51
- 2018 NF51
- 2018 NG51
- 2018 NH51
- 2018 NJ51
- 2018 NK51
- 2018 NL51
- 2018 NM51
- 2018 NN51
- 2018 NO51
- 2018 NP51
- 2018 NQ51
- 2018 NS51
- 2018 NT51
- 2018 NU51
- 2018 NV51
- 2018 NX51
- 2018 NY51
- 2018 NZ51
- 2018 NA52
- 2018 NB52
- 2018 NC52
- 2018 ND52
- 2018 NE52
- 2018 NF52
- 2018 NG52
- 2018 NH52
- 2018 NJ52
- 2018 NK52
- 2018 NL52
- 2018 NM52
- 2018 NN52
- 2018 NO52
- 2018 NP52
- 2018 NQ52
- 2018 NR52
- 2018 NS52
- 2018 NT52
- 2018 NU52
- 2018 NV52
- 2018 NW52
- 2018 NX52
- 2018 NY52
- 2018 NZ52
- 2018 NA53
- 2018 NB53
- 2018 NC53
- 2018 ND53
- 2018 NE53
- 2018 NF53
- 2018 NG53
- 2018 NH53
- 2018 NJ53
- 2018 NK53
- 2018 NL53
- 2018 NM53
- 2018 NN53
- 2018 NO53
- 2018 NP53
- 2018 NQ53
- 2018 NR53
- 2018 NS53
- 2018 NT53
- 2018 NU53
- 2018 NV53
- 2018 NW53
- 2018 NX53
- 2018 NY53
- 2018 NZ53
- 2018 NA54
- 2018 NB54
- 2018 NC54
- 2018 ND54
- 2018 NE54
- 2018 NF54
- 2018 NG54
- 2018 NH54
- 2018 NJ54
- 2018 NK54
- 2018 NL54
- 2018 NM54
- 2018 NN54
- 2018 NO54
- 2018 NQ54
- 2018 NR54
- 2018 NS54
- 2018 NT54
- 2018 NU54
- 2018 NV54
- 2018 NW54
- 2018 NX54
- 2018 NY54
- 2018 NZ54
- 2018 NA55
- 2018 NB55
- 2018 NC55
- 2018 ND55
- 2018 NE55
- 2018 NF55
- 2018 NG55
- 2018 NH55
- 2018 NJ55
- 2018 NK55
- 2018 NL55
- 2018 NM55
- 2018 NN55
- 2018 NO55
- 2018 NQ55
- 2018 NR55
- 2018 NS55
- 2018 NT55
- 2018 NU55
- 2018 NV55
- 2018 NW55
- 2018 NX55
- 2018 NY55
- 2018 NZ55
- 2018 NA56
- 2018 NB56
- 2018 NC56
- 2018 ND56
- 2018 NE56
- 2018 NF56
- 2018 NG56
- 2018 NH56
- 2018 NJ56
- 2018 NK56
- 2018 NL56
- 2018 NM56
- 2018 NN56
- 2018 NO56
- 2018 NP56
- 2018 NQ56
- 2018 NR56
- 2018 NS56
- 2018 NT56
- 2018 NU56
- 2018 NV56
- 2018 NX56
- 2018 NY56
- 2018 NZ56
- 2018 NA57
- 2018 NB57
- 2018 NC57
- 2018 ND57
- 2018 NE57
- 2018 NF57
- 2018 NG57
- 2018 NH57
- 2018 NJ57
- 2018 NK57
- 2018 NL57
- 2018 NM57
- 2018 NN57
- 2018 NO57
- 2018 NP57
- 2018 NQ57
- 2018 NR57
- 2018 NS57
- 2018 NT57
- 2018 NU57
- 2018 NV57
- 2018 NW57
- 2018 NX57
- 2018 NY57
- 2018 NZ57
- 2018 NA58
- 2018 NB58
- 2018 NC58
- 2018 NE58
- 2018 NF58
- 2018 NG58
- 2018 NH58
- 2018 NJ58
- 2018 NK58
- 2018 NL58
- 2018 NM58
- 2018 NN58
- 2018 NO58
- 2018 NP58
- 2018 NQ58
- 2018 NR58
- 2018 NS58
- 2018 NT58
- 2018 NU58
- 2018 NV58
- 2018 NW58
- 2018 NX58
- 2018 NY58
- 2018 NZ58
- 2018 NA59
- 2018 NB59
- 2018 NC59
- 2018 ND59
- 2018 NE59
- 2018 NF59
- 2018 NG59
- 2018 NH59
- 2018 NJ59
- 2018 NK59
- 2018 NL59
- 2018 NM59
- 2018 NN59
- 2018 NO59
- 2018 NP59
- 2018 NQ59
- 2018 NR59
- 2018 NS59
- 2018 NT59
- 2018 NU59
- 2018 NV59
- 2018 NW59
- 2018 NX59
- 2018 NY59
- 2018 NZ59
- 2018 NA60
- 2018 NB60
- 2018 NC60
- 2018 ND60
- 2018 NE60
- 2018 NF60
- 2018 NG60
- 2018 NH60
- 2018 NJ60
- 2018 NK60
- 2018 NL60
- 2018 NM60
- 2018 NN60
- 2018 NO60
- 2018 NP60
- 2018 NQ60
- 2018 NR60
- 2018 NS60
- 2018 NT60
- 2018 NU60
- 2018 NV60
- 2018 NW60
- 2018 NX60
- 2018 NY60
- 2018 NZ60
- 2018 NA61
- 2018 NB61
- 2018 NC61
- 2018 ND61
- 2018 NE61
- 2018 NF61
- 2018 NG61
- 2018 NH61
- 2018 NJ61
- 2018 NK61
- 2018 NL61
- 2018 NM61
- 2018 NN61
- 2018 NO61
- 2018 NP61
- 2018 NQ61
- 2018 NR61
- 2018 NS61
- 2018 NT61
- 2018 NU61
- 2018 NV61
- 2018 NW61
- 2018 NX61
- 2018 NY61
- 2018 NZ61
- 2018 NA62
- 2018 NB62
- 2018 NC62
- 2018 ND62
- 2018 NE62
- 2018 NF62
- 2018 NG62
- 2018 NH62
- 2018 NJ62
- 2018 NK62
- 2018 NL62
- 2018 NM62
- 2018 NN62
- 2018 NO62
- 2018 NP62
- 2018 NQ62
- 2018 NR62
- 2018 NS62
- 2018 NT62
- 2018 NU62
- 2018 NV62
- 2018 NW62
- 2018 NX62
- 2018 NY62
- 2018 NZ62
- 2018 NA63
- 2018 NB63
- 2018 NC63
- 2018 ND63
- 2018 NE63
- 2018 NF63
- 2018 NG63
- 2018 NH63
- 2018 NJ63
- 2018 NK63
- 2018 NL63
- 2018 NM63
- 2018 NN63
- 2018 NO63
- 2018 NP63
- 2018 NQ63
- 2018 NR63
- 2018 NS63
- 2018 NT63
- 2018 NU63
- 2018 NV63
- 2018 NW63
- 2018 NX63
- 2018 NY63
- 2018 NZ63
- 2018 NA64
- 2018 NB64
- 2018 NC64
- 2018 ND64
- 2018 NE64
- 2018 NF64
- 2018 NG64
- 2018 NH64
- 2018 NJ64
- 2018 NK64
- 2018 NL64
- 2018 NM64
- 2018 NN64
- 2018 NO64
- 2018 NP64
- 2018 NQ64
- 2018 NR64
- 2018 NS64
- 2018 NT64
- 2018 NU64
- 2018 NV64
- 2018 NW64
- 2018 NX64
- 2018 NY64
- 2018 NZ64
- 2018 NA65
- 2018 NB65
- 2018 NC65
- 2018 ND65
- 2018 NG65
- 2018 NH65
- 2018 NJ65
- 2018 NL65
- 2018 NN65
- 2018 NO65
- 2018 NP65
- 2018 NQ65
- 2018 NR65
- 2018 NS65
- 2018 NT65
- 2018 NU65
- 2018 NV65
- 2018 NW65
- 2018 NX65
- 2018 NY65
- 2018 NZ65
- 2018 NA66
- 2018 NB66
- 2018 NC66
- 2018 ND66
- 2018 NE66
- 2018 NF66
- 2018 NG66
- 2018 NH66
- 2018 NJ66
- 2018 NL66
- 2018 NM66
- 2018 NO66
- 2018 NP66
- 2018 NQ66
- 2018 NR66
- 2018 NS66
- 2018 NT66
- 2018 NU66
- 2018 NV66
- 2018 NW66
- 2018 NX66
- 2018 NY66
- 2018 NZ66
- 2018 NA67
- 2018 NB67
- 2018 NC67
- 2018 NE67
- 2018 NG67
- 2018 NH67
- 2018 NJ67
- 2018 NL67
- 2018 NM67
- 2018 NN67
- 2018 NO67
- 2018 NP67
- 2018 NQ67
- 2018 NR67
- 2018 NS67
- 2018 NT67
- 2018 NU67
- 2018 NV67
- 2018 NW67
- 2018 NX67
- 2018 NY67
- 2018 NZ67
- 2018 NA68
- 2018 NB68
- 2018 ND68
- 2018 NE68
- 2018 NF68
- 2018 NH68
- 2018 NJ68
- 2018 NK68
- 2018 NL68
- 2018 NM68
- 2018 NN68
- 2018 NO68
- 2018 NP68
- 2018 NQ68
- 2018 NR68
- 2018 NT68
- 2018 NU68
- 2018 NV68
- 2018 NW68
- 2018 NX68
- 2018 NY68
- 2018 NZ68
- 2018 NA69
- 2018 NB69
- 2018 NC69
- 2018 NE69
- 2018 NF69
- 2018 NG69
- 2018 NK69
- 2018 NL69
- 2018 NN69
- 2018 NO69
- 2018 NP69
- 2018 NS69
- 2018 NT69
- 2018 NU69
- 2018 NV69
- 2018 NW69
- 2018 NX69
- 2018 NY69
- 2018 NZ69
- 2018 NA70
- 2018 NB70
- 2018 NC70
- 2018 ND70
- 2018 NE70
- 2018 NF70
- 2018 NG70
- 2018 NH70
- 2018 NJ70
- 2018 NK70
- 2018 NL70
- 2018 NM70
- 2018 NN70
- 2018 NO70
- 2018 NP70
- 2018 NQ70
- 2018 NR70
- 2018 NS70
- 2018 NT70
- 2018 NV70
- 2018 NW70
- 2018 NX70
- 2018 NY70
- 2018 NZ70
- 2018 NA71
- 2018 NB71
- 2018 NC71
- 2018 ND71
- 2018 NE71
- 2018 NF71
- 2018 NG71
- 2018 NH71
- 2018 NJ71
- 2018 NK71
- 2018 NL71
- 2018 NM71
- 2018 NN71
- 2018 NO71
- 2018 NP71
- 2018 NQ71
- 2018 NR71
- 2018 NS71
- 2018 NT71
- 2018 NU71
- 2018 NV71
- 2018 NW71
- 2018 NX71
- 2018 NY71
- 2018 NZ71
- 2018 NA72
- 2018 NB72
- 2018 NC72
- 2018 ND72
- 2018 NE72
- 2018 NF72
- 2018 NG72
- 2018 NH72
- 2018 NJ72
- 2018 NK72
- 2018 NL72
- 2018 NM72
- 2018 NN72
- 2018 NO72
- 2018 NP72
- 2018 NQ72
- 2018 NR72
- 2018 NS72
- 2018 NT72
- 2018 NU72
- 2018 NV72
- 2018 NW72
- 2018 NY72
- 2018 NZ72
- 2018 NA73
- 2018 NB73
- 2018 NC73
- 2018 ND73
- 2018 NE73
- 2018 NF73
- 2018 NG73
- 2018 NH73
- 2018 NJ73
- 2018 NK73
- 2018 NL73
- 2018 NM73
- 2018 NN73
- 2018 NO73
- 2018 NP73
- 2018 NQ73
- 2018 NR73
- 2018 NS73
- 2018 NT73
- 2018 NU73
- 2018 NV73
- 2018 NW73
- 2018 NY73
- 2018 NZ73
- 2018 NA74
- 2018 NB74
- 2018 NC74
- 2018 ND74
- 2018 NE74
- 2018 NF74
- 2018 NG74
- 2018 NH74
- 2018 NJ74
- 2018 NK74
- 2018 NL74
- 2018 NM74
- 2018 NN74
- 2018 NO74
- 2018 NQ74
- 2018 NS74
- 2018 NT74
- 2018 NU74
- 2018 NV74
- 2018 NW74
- 2018 NX74
- 2018 NY74
- 2018 NZ74
- 2018 NA75
- 2018 NB75
- 2018 NC75
- 2018 ND75
- 2018 NE75
- 2018 NF75
- 2018 NG75
- 2018 NH75
- 2018 NJ75
- 2018 NK75
- 2018 NL75
- 2018 NM75
- 2018 NN75
- 2018 NO75
- 2018 NP75
- 2018 NQ75
- 2018 NR75
- 2018 NS75
- 2018 NT75
- 2018 NU75
- 2018 NW75
- 2018 NX75
- 2018 NY75
- 2018 NZ75
- 2018 NA76
- 2018 NB76
- 2018 NC76
- 2018 ND76
- 2018 NE76
- 2018 NF76
- 2018 NG76
- 2018 NH76
- 2018 NJ76
- 2018 NK76
- 2018 NL76
- 2018 NM76
- 2018 NO76
- 2018 NP76
- 2018 NQ76
- 2018 NR76
- 2018 NS76
- 2018 NT76
- 2018 NU76
- 2018 NV76
- 2018 NW76
- 2018 NX76
- 2018 NY76
- 2018 NZ76
- 2018 NA77
- 2018 NB77
- 2018 NC77
- 2018 ND77
- 2018 NE77
- 2018 NF77
- 2018 NG77
- 2018 NH77
- 2018 NJ77
- 2018 NK77
- 2018 NL77
- 2018 NM77
- 2018 NN77
- 2018 NO77
- 2018 NP77
- 2018 NQ77
- 2018 NR77
- 2018 NS77
- 2018 NT77
- 2018 NU77
- 2018 NV77
- 2018 NW77
- 2018 NX77
- 2018 NY77
- 2018 NZ77
- 2018 NA78
- 2018 NB78
- 2018 NC78
- 2018 ND78
- 2018 NE78
- 2018 NF78
- 2018 NG78
- 2018 NH78
- 2018 NJ78
- 2018 NK78
- 2018 NL78
- 2018 NM78
- 2018 NN78
- 2018 NP78
- 2018 NQ78
- 2018 NR78
- 2018 NS78
- 2018 NT78
- 2018 NU78
- 2018 NV78
- 2018 NW78
- 2018 NX78
- 2018 NY78
- 2018 NZ78
- 2018 NA79
- 2018 NB79
- 2018 NC79
- 2018 ND79
- 2018 NE79
- 2018 NF79
- 2018 NG79
- 2018 NH79
- 2018 NJ79
- 2018 NK79
- 2018 NL79
- 2018 NM79
- 2018 NN79
- 2018 NO79
- 2018 NP79
- 2018 NQ79
- 2018 NR79
- 2018 NS79
- 2018 NT79
- 2018 NU79
- 2018 NV79
- 2018 NW79
- 2018 NX79
- 2018 NA80
- 2018 NB80
- 2018 NC80
- 2018 ND80
- 2018 NE80
- 2018 NF80
- 2018 NG80
- 2018 NH80
- 2018 NJ80
- 2018 NK80
- 2018 NL80
- 2018 NM80
- 2018 NN80
- 2018 NP80
- 2018 NQ80
- 2018 NR80
- 2018 NS80
- 2018 NT80
- 2018 NU80
- 2018 NV80
- 2018 NW80
- 2018 NX80
- 2018 NY80
- 2018 NA81
- 2018 NB81
- 2018 NC81
- 2018 ND81
- 2018 NE81
- 2018 NF81
- 2018 NG81
- 2018 NH81
- 2018 NJ81
- 2018 NK81
- 2018 NL81
- 2018 NM81
- 2018 NN81
- 2018 NO81
- 2018 NP81
- 2018 NQ81
- 2018 NR81
- 2018 NS81
- 2018 NT81
- 2018 NU81
- 2018 NV81
- 2018 NW81
- 2018 NX81
- 2018 NY81
- 2018 NZ81
- 2018 NA82
- 2018 NB82
- 2018 NC82
- 2018 ND82
- 2018 NE82
- 2018 NF82
- 2018 NG82
- 2018 NH82
- 2018 NJ82

### Du 16 au 31 juillet 2018
- 2018 OA
- 2018 OB
- 2018 OD
- 2018 OF
- 2018 OG
- 2018 OJ
- 2018 OK
- 2018 OL
- 2018 OM
- 2018 ON
- 2018 OO
- 2018 OQ
- 2018 OR
- 2018 OS
- 2018 OT
- 2018 OU
- 2018 OX
- 2018 OY
- 2018 OZ
- 2018 OA1
- 2018 OB1
- 2018 OC1
- 2018 OD1
- 2018 OH1
- 2018 OJ1
- 2018 OL1
- 2018 ON1
- 2018 OP1
- 2018 OQ1
- 2018 OF2
- 2018 OG2
- 2018 OH2
- 2018 OJ2
- 2018 OK2
- 2018 OL2
- 2018 OM2
- 2018 ON2
- 2018 OO2
- 2018 OP2
- 2018 OQ2
- 2018 OR2
- 2018 OS2
- 2018 OT2
- 2018 OU2
- 2018 OV2
- 2018 OW2
- 2018 OX2
- 2018 OA3
- 2018 OB3
- 2018 OC3
- 2018 OE3
- 2018 OF3
- 2018 OG3
- 2018 OH3
- 2018 OJ3
- 2018 OK3
- 2018 OL3
- 2018 ON3
- 2018 OO3
- 2018 OP3
- 2018 OS3
- 2018 OT3
- 2018 OU3
- 2018 OV3
- 2018 OW3
- 2018 OX3
- 2018 OY3
- 2018 OZ3
- 2018 OA4
- 2018 OB4
- 2018 OC4
- 2018 OD4
- 2018 OE4
- 2018 OF4
- 2018 OG4
- 2018 OH4
- 2018 OJ4
- 2018 OK4
- 2018 OL4
- 2018 ON4
- 2018 OO4
- 2018 OP4
- 2018 OQ4
- 2018 OR4
- 2018 OS4